# Parc de les Rieres d'Horta
El parc de les Rieres d'Horta es troba al barri d'Horta de Barcelona.

## Història
Va ser inaugurat el 2013 després de quatre anys d'obres, amb un cost de 44,7 milions d'euros. Aquest parc va ser concebut amb criteris d'autosuficiència i sostenibilitat, una de les premisses bàsiques en la creació d'àrees verdes a la ciutat comtal en l'actualitat, com els parcs de Can Rigal, de la Primavera i del Torrent Maduixer. La creació del parc va ser una segona fase de la construcció del dipòsit d'aigües pluvials, entre el 2009 i el 2011, per tal de contenir les aigües i evitar les inundacions que provocaven les tempestes. El parc es va idear com a cobriment d'aquest gran dipòsit.
El nom prové de l'abundant presència de fonts, pous, torrents i rierols d'aigua a la zona, que va portar antigament a qualificar al municipi de Sant Joan d'Horta com la «ciutat de l'aigua». Aquesta abundància de recursos hidràulics provenia de la proximitat amb la serra de Collserola. Així, en aquesta zona es trobaven torrents com els de Montbau, Generet i Duran, que s'unien just on ara se situa el parc, i formaven la Riera d'en Marcel·lí. Al seu torn, aquesta s'unia més a baix amb altres torrents del districte, i formaven la Riera d'Horta, un dels principals cabals de proveïment de Barcelona.

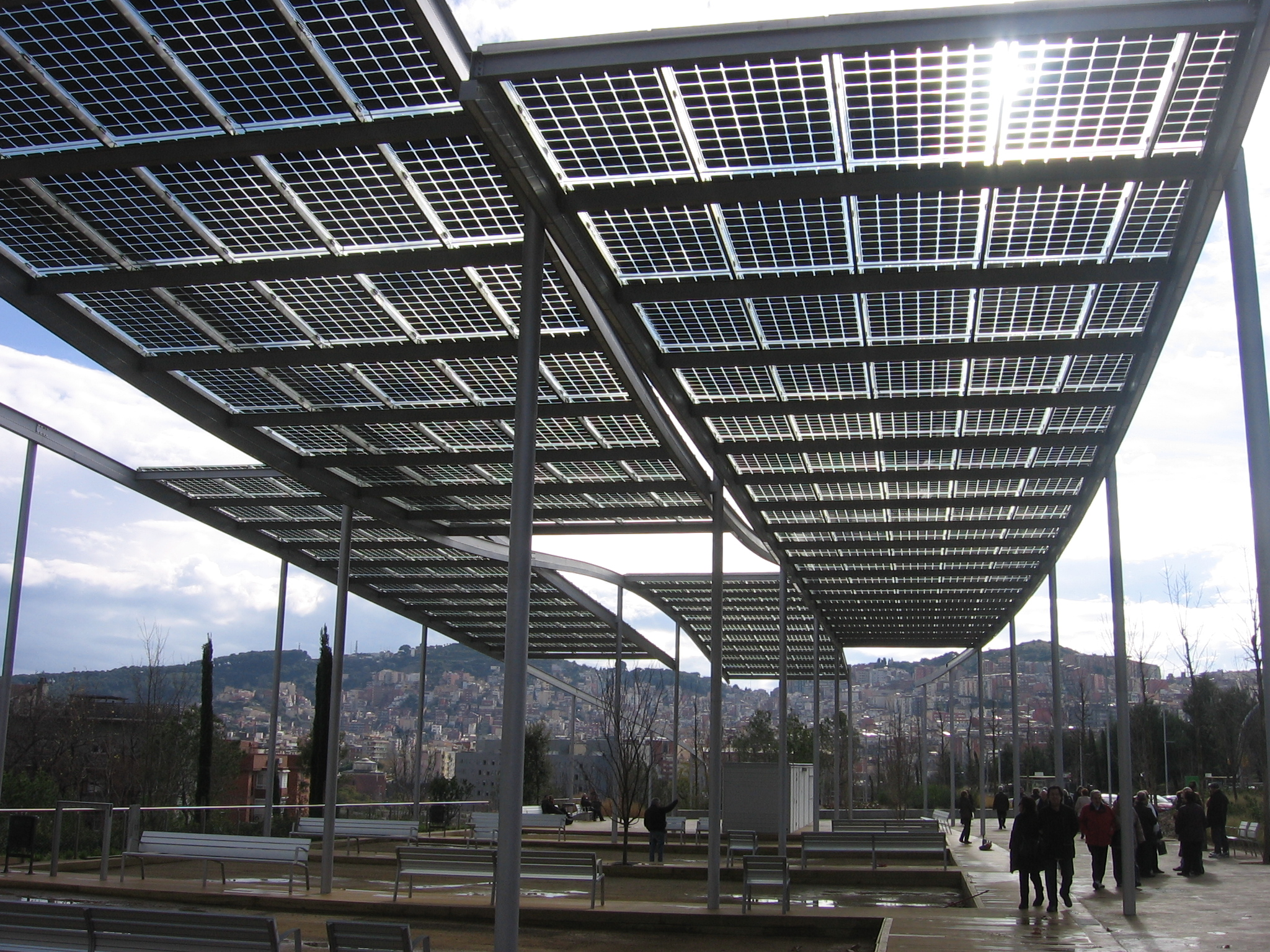
Plaques fotovoltaiques

## Descripció
Es tratar d'un parc lineal, que transcorre per tot el llarg de l'avinguda de l'Estatut de Catalunya, des de la plaça de l'Estatut fins a la plaça de Botticelli. Es troba sobre un parc de neteja i un dipòsit pluvial, que queda soterrat sota el carrer. Ha estat dissenyat amb els màxims criteris de sostenibilitat, com es nota en l'energia produïda per unes pèrgoles fotovoltaiques que proveeixen la xarxa d'enllumenat, que és de tecnologia LED. Igualment, el reg es realitza amb aigües freàtiques, i la vegetació és tota de tipus mediterrani, adaptada de forma òptima a l'ambient. Per conèixer millor aquesta vegetació hi ha un recorregut botànic amb rètols que ofereixen el nom científic de cada espècie. El parc es troba en una zona de desnivell, per la qual cosa s'estructura en diverses terrasses: en la superior es troba la pèrgola fotovoltaica, de 642 m² i una potència nominal de 66 kW, que està situada sobre una sèrie de pistes de petanca, a les quals proporciona ombra. A la segona terrassa es troba un circuit de gimnàstica amb aparells pensats especialment per a persones majors. A continuació una altra terrassa acull una zona de jocs infantils i finalment, en la part inferior hi ha una font amb sortidors d'aigua i una plaça de sorra amb un escenari per a festes populars.